# Румянцев, Алексей Гаврилович
Алексей Гаврилович Румянцев (1901 — 1975) — советский военный политработник, генерал-майор. Депутат Верховного Совета УССР 2-го созыва.

## Биография
С 1919 года — в Красной армии. Участник гражданской войны.
Член ВКП(б) с 1920 года. Служил в Рабоче-крестьянской Красной армии на партийно-политической работе.
Участник Великой Отечественной войны. В июне — июле 1941 года был заместителем начальника Политического управления Западного фронта. С 20 июля по 28 августа 1941 года — начальник Политического управления Западного фронта. В сентябре 1941 — марте 1944 года — начальник Политического управления Карельского фронта. В марте 1944 — октябре 1947 года был членом Военного совета Одесского военного округа — заместителем командующего войсками по политической части.
После демобилизации из армии, занимался научной и преподавательской деятельностью. С 1948 года — преподаватель (основы марксизма-ленинизма), доцент Московского финансового института (МФИ, ныне Финансовый университет при Правительстве Российской Федерации).
В 1949—1951 годах — декан факультета международных финансовых отношений МФИ. В 1951—1955 годах — проректор по учебно-методической работе (МФИ). В 1954—1958 годах — ректор Всесоюзного заочного финансово-экономического института.
Затем находился на пенсии, проживал в Москве. Умер в 1975 году.

## Звания
- бригадный комиссар (02.09.1939)
- генерал-майор (06.12.1942)

## Награды
- орден Ленина
- два ордена Красного Знамени
- медали